# 호바르 뵈코
호바르 뵈코(노르웨이어: Håvard Bøkko, 1987년 2월 2일~)는 노르웨이의 스피드 스케이팅 선수이다.
중장거리를 주종목으로 한다. 2006년 동계 올림픽에 참가하여 1500m와 단체 추발에 출전하였다. 그 해 세계 주니어 선수권에서 우승하였다. 2008년과 2009년 세계 종합 선수권에서 2위에 올랐으며, 2009년 세계 종목별 선수권 대회 5000m와 10000m에서 은메달을 획득하였다. 2010년 동계 올림픽 5000m와 10000m에서 메달이 유력시되었으나, 근소한 차이로 각각 4위와 5위에 올라 메달을 따지는 못했고, 1000m에서는 19위에 올랐다. 1500m에서는 동메달을 획득했다. 여동생 헤게 뵈코도 스피드 스케이팅 선수로 2010년 동계 올림픽에 함께 참가하였다.